# Nereis mediator
Nereis mediator är en ringmaskart som beskrevs av Chamberlin 1918. Nereis mediator ingår i släktet Nereis och familjen Nereididae. Inga underarter finns listade i Catalogue of Life.